# Costantino Dennerlein
Costantino Dennerlein, noto anche come Bubi Dennerlein (Portici, 28 dicembre 1932 – Roma, 5 giugno 2022), è stato un nuotatore, pallanuotista e allenatore di nuoto e pallanuoto italiano.

## Biografia
Porticese ma nato da padre tedesco e madre romena, era soprannominato Bubi. Si dedicò al nuoto e alla pallanuoto, prima come atleta, poi come allenatore.
Ha detto di séː «Come nuotatore me la cavavo discretamente ma come pallanuotista ero una mezza patacca. Riuscivo a giocare solo in virtù delle mie doti natatorie, giusto perché sfacchinavo da un capo all'altro del campo senza stancarmi mai». In effetti Dennerlein fu uno dei più forti nuotatori del Circolo Canottieri Napoli della sua epoca, portando il club a vincere il primo titolo societario nelle disciplina natatorie. A Napoli raccolse 10 titoli italiani e stabilì quattro primati nazionali. Fece parte della spedizione italiana ai Giochi olimpici di Helsinki 1952, convocato come sostituto della squadra di nuoto.
Nel 1955 divenne allenatore del settore nuoto del Circolo Canottieri Napoli. Alle piscine dei giardini del Molosiglio introdusse un moderno sistema di allenamento con l'interval training e un metodo più scientifico, che lo rese celebre e consentì al club di raggiungere i vertici dello sport nazionale: nel 1961 ai campionati italiani di nuoto di Torino gli atleti della "Canottieri" vinsero 11 medaglie d'oro e 2 argenti in 13 gare, mentre a Roma 1962 raccolsero 9 ori e 2 argenti in 14 gare. 
Ebbe centinaia di allievi in grado di vincere 51 titoli italiani. Tra i suoi allievi vi fu anche il fratello minore Fritz Dennerlein, che vinse due ori e un argento ai Giochi del Mediterraneo, stabilì cinque record europei nella specialità della farfalla e, come allenatore della nazionale di pallanuoto vinse un argento mondiale e un oro ai Giochi del Mediterraneo. 

Bubi Dennerlein (a destra) con Novella Calligaris

Come giocatore della squadra maschile di pallanuoto "Bubi" vinse comunque due titoli nazionali nel 1957 (indoor) e nel 1958. In questa disciplina si ritirò dall'attività agonistica nel 1960 ma proseguì ad allenare il suo club, con il quale vinse lo scudetto del 1963, il terzo della storia della "Canottieri", precedendo in classifica la Pro Recco e la Lazio. 
Alla fine del 1963 la Federazione Italiana Nuoto lo volle come commissario tecnico, in vista delle Olimpiadi di Tokyo 1964, dove si iscrisse anche come riserva della squadra, senza scendere in acqua. Allenò la nazionale per 24 anni consecutivi, attraversando sette edizioni dei Giochi olimpici estivi e lanciando, tra i tanti campioni, la futura campionessa del mondo e plurimedagliata olimpica Novella Calligaris.
Nel 2017 ha pubblicato, con Giuliano Cesaratto, per l'editore Absolutely Free, il libro biografico Acquario Italia in cui racconta le vicende sportive da lui vissute assieme al fratello.

## Palmarès

### Pallanuoto

#### Allenatore
- Campionato italiano: 1

Circolo Canottieri Napoli: 1963

## Opere
- Costantino Dennerlein, Giuliano Cesaratto, Acquario Italia, collana Sport.doc, Absolutely Free, 2017, ISBN 978-8868581046, EAN 9788868581046.